# Osmazom
L'osmazom (del grec osmés, olor, i zomós, suc) és l'extracte aquós de la carn, considerat com la seva essència.
A causa de l'osmazol, la barreja de diverses proteïnes de la carn desprèn l'olor característica del brou.